# John Phillips

John Edmund Andrew Phillips (30 d'agost de 1935-18 de març de 2001) fou un cantant, guitarrista, compositor i productor estatunidenc. Va ser membre i líder del grup The Mamas and the Papas, autor de la major part de les seves cançons, i a través d'ells un dels exponents més notables de la cultura hippie i el flower power. Va ser també un dels promotors del Festival International de Música Pop de Monterey (1967).

## Els inicis
Va néixer a Parris Island (Carolina del Sud), però va créixer a Alexandria, a l'estat de Virgínia. El seu pare era un oficial de Marines retirat, excombatent a la I Guerra Mundial. La seva mare tenia ascendència anglesa i, segons sembla, també Cherokee. Acabat l'ensenyament secundari va entrar a l'Acadèmia Naval, que va deixar durant el primer any. Aleshores va començar estudis d'humanitats al Hampden-Sydney College, però els va abandonar l'any 1959 per dedicar-se a la música. Es va casar amb Susan Adams, filla d'una família adinerada de Virgínia, amb qui va tenir dos fills: Jeffrey Phillips (1957) i Laura McKenzie Phillips (1959).
Ja a mitjans dels anys 1950 John havia format amb tres amics, entre ells Scott McKenzie, un grup de Doo-wop anomenat The Abstracts. El 1960 se'n van anar a Nova York, on es rebatejaren com The Smoothies i van gravar dos singles. L'any següent Phillips i McKenzie van formar amb Dick Weissman el trio folk The Journeymen, seguint l'auge d'aquest corrent musical. Van gravar tres àlbums i set singles, però l'arribada de la música dels Beatles va canviar radicalment el panorama musical i el grup es va desfer.
El 1962 John va conéixer la model californiana de 17 anys Michelle Gilliam. Ells dos i Marshall Brickman van formar The New Journeymen, en la mateixa línia musical. John va tenir un afer amorós amb Michelle, cosa que va provocar el seu divorci. Quan Michelle va fer els 18 es van casar.
En l'ambient folk de Greenwich Village van conèixer d'una banda Cass Elliot i d'una altra Denny Doherty, amb qui acabarien formant The Mamas and the Papas. Cass i Denny tenien els seus grups respectius, però el 1964 fan formar The Mugwumps, una banda que explorava un tipus de folk electrificat. La falta d'èxit els va dissoldre, just quan Brickman va deixar TheNew Journeymen, així que Denny Doherty el va substituir.

## The Mamas and the Papas
Denny havia establert una profunda amistat amb Cass i volia incorporar-la al grup i seguir la seva idea de fer un nou tipus de música electrificant el folk, però John s'hi resistia. No volia limitar-se a imitar la música dels Beatles, temia l'impacte estètic de l'obesitat de Cass i també la seva personalitat poderosa, que podia fer contrapès al seu lideratge. El 1965 els New Journeymen es traslladaren a Los Angeles, on van coincidir amb ella i finalment la vin incorporar, formant els Mamas and Papas. Amb el seu so harmònic però contundent, potenciat per la gran veu de Cass i l'habilitat per a la composició i l'harmonització vocal de John, esdevindrien un dels exponents més notoris de l'era hippie, el flower power i la generació de l'amor> Gràcies als contactes de Cass van aconseguir una audició amb Lou Adler i van signar un contracte amb Dunhill Records per gravar dos àlbums a l'any durant 5 anys.
Entre 1965 a 1968, van publicar 11 Top 40 hit singles i quatre àlbums. El primer LP, If You Can Believe Your Eyes and Ears (1966) és considerat el millor i conté les seves dues cançons més cèlebres, "California Dreamin'" i "Monday, Monday". Seguirien "The Mamas & The Papas" i " Deliver".
Però el grup només va durar dos anys, a causa de les relacions personals. Compartien casa, feina, festes i droga. A més Michelle i Denny van establir una relació amorosa, que John va acceptar (era l'època de l'amor lliure), no sense tensions.
Tanmateix, el juny de 1966 Michelle va tenir un afer amb Gene Clarke dels Byrds. John va trencar amb ella i el grup la va expulsar i reemplaçar per Jill Gibson. Finalment, però, van haver-la de readmetre per la pressió del públic. John i Michelle es van reconciliar i van deixar de viure tots quatre junts.
El 1967 tots menys Denny, que es va distanciar perquè no portava bé la reconciliació de John i Michelle, van organitzar junt amb Lou Adler, el seu productor, el Festival International de Música Pop de Monterey, que seria el primer dels grans macroconcerts característics de l'època i que esdevindria mític. Però la seva actuació a la cloenda del festival evidencià ja la manca d'entesa entre ells.
Un altre aspecte que llastà les seves relacions va ser la forta personalitat de John, que xocava amb la de Cass. A la tardor de 1967, en ocasió d'uns concerts a Londres, una enganxada amb John, que la va ridiculitzar davant Mike Jagger, va decidir Cass a deixar el grup. El 1968, ja separats, van publicar el quart àlbum, "The Mamas & The Papas", que ja estava gravat.
Cadascun va iniciar una carrera en solitari, inclosos John i Michelle que després de tenir una filla, Chynna, el 1968, van divorciar-se el 1970. Malgrat la separació, tanmateix, tots quatre van conservar l'amistat com posen de manifest les seves autobiografies posteriors, declaracions i les col·laboracions en els anys posteriors.
Dunhill Records els va amenaçar amb una demanda milionària per no haver complert els 5 anys de contracte, i els va forçar a reunir-se de nou per gravar el seu darrer LP "People Like Us" (1971), que no va estar a l'altura dels anteriors, ni artísticament ni comercialment
La possibilitat d'una nova reunió va quedar tràgicament estroncada amb la mort de Cass per un atac de cor, el 29 de juliol de 1974.

## El temps posteriors
Després del seu divorci, John Phillips va publicar el 1970 un àlbum d'influència country, "John, the Wolf King of L.A.", amb poc èxit comercial però ben valorat per la crítica. Va compondre música per a algunes pel·lícules (Brewster McCloud de Robert Altman, 1970, Myra Breckinridge de Michael Sarne, 1970 i The Man Who Fell to Earth de Nicholas Roeg, 1976). També va escriure cançons per a altres artistes com la cantant Geneviève Waïte, amb qui s'havia casat (1974) o els Beach Boys, per a qui va compondre "Kokomo" (1988), que va assolir el número 1.
Tanmateix, la seva carrera es va veure penalitzada per l'addicció a l'heroïna durant la dècada dels 1970. El 1980 va ser arrestat i condemnat per distribució d'estupefaents i va complir pena de presó. Mentre esperava el judici va seguir un tractament de rehabilitació, però va seguir tenint problemes d'alcoholisme i de consum de cocaïna i altres drogues. Tot plegat va afectar-li greument la salut i el 1992 es va sotmetre a un trasplantament de fetge.
Aprincipis dels anys 1980 va crear The New Mamas & Papas, amb Denny Doherty, la seva filla Mackenzie Phillips i la cantant Spanky McFarlane. El grup patiria nombrosos canvis de membres, entre ells el de Doherty per Scott McKenzie. John deixaria el grup 1998.
El 1986 va publicar les seves memòries, Papa John, on reviu amb cruesa la història dels Mamas & Papas Va protagonitzar també el documental Straight Shooter: The True Story of John Phillips and the Mamas and the Papas (1988).
Va morir d'un atac de cor a Los Angeles el 18 de març de 2001, després d'una lluita d'anys contra la seva mala salut.
Va tenir cinc fills de les seves tres primeres esposes: l'home de negocis Jeffrey Phillips (1957) i l'actriu i cantant Laura Mackenzie Phillips (1959) fills de Susan Adams; la cantant Chynna Gilliam Phillips (1968), amb Michelle Gilliam; i el compositor Tamerlane Orlando Phillips (1971) i l'actriu i model Bijou Phillips (1980) amb Geneviève Waïte. En morir vivia amb la seva quarta esposa, Farnaz.
L'any 2009, quan John ja era mort, la seva filla Mackenzie Phillips va escriure a les seves memòries High on Arrival que havia mantingut una relació incestuosa al llarg de 10 anys amb ell, relacionada amb el consum compartit de drogues.